# Рамс, Дитер
Дитер Рамс (нем. Dieter Rams; 20 мая 1932, Висбаден, Гессен) — немецкий промышленный дизайнер, в 1962—1995 годах ведущий дизайнер фирмы Braun, представитель минимализма в промышленном дизайне.

## Биография
С 1947 по 1953 год Рамс изучал архитектуру и дизайн интерьеров в художественной школе в Висбадене с перерывом на практику в столярной мастерской в Келькхайме (1948—1951). После окончания практики Дитер продолжил обучение и в 1953 году окончил школу с отличием. С 1953 по 1955 год работал под руководством известного архитектора Отто Апеля, участвуя в разработке проектов американских консульств в Западной Германии. В 1955 году, пройдя по конкурсу, попал в коллектив дизайнеров фирмы Braun. В 1962 году возглавил дизайнерский отдел фирмы и оставался на этом посту до 1995 года.

## Работа в Braun
В 1954 году братья Браун обратились к преподавателям недавно созданной школы дизайна в Ульме и наняли группу проектировщиков, в составе которой работал Дитер Рамс. На начальном этапе работы в Braun Рамс проектировал архитектурное оформление различных выставочных комплексов и офисов, но со временем все чаще интересовался промышленным дизайном. В 1956 году он работал с преподавателем из Ульма Хансом Гугелотом над проектированием радиопроигрывателя SK 4, вобравшего в себя множество инновационных решений. Так, в SK 4 традиционный деревянный шкаф впервые был заменен на металлический корпус, а панель управления находилась рядом со звукоснимающим устройством. Первоначально крышка проигрывателя должна была изготавливаться из металла, но результаты тестирования выявили сильную звуковую вибрацию. Рамс предложил в качестве решения изготавливать крышку из прозрачного пластика, что впоследствии стало промышленным стандартом для устройств подобного типа, а сам SK 4 получил прозвище «Гроб Белоснежки». В след за этим Рамс и Гугелот разработали для SK 4 подключаемые звуковые динамики. Прежде звуковые проигрыватели выпускались с динамиками, интегрированными в корпус. Рамс предложил отделить динамики, сделав проигрыватель более компактным и функциональным.

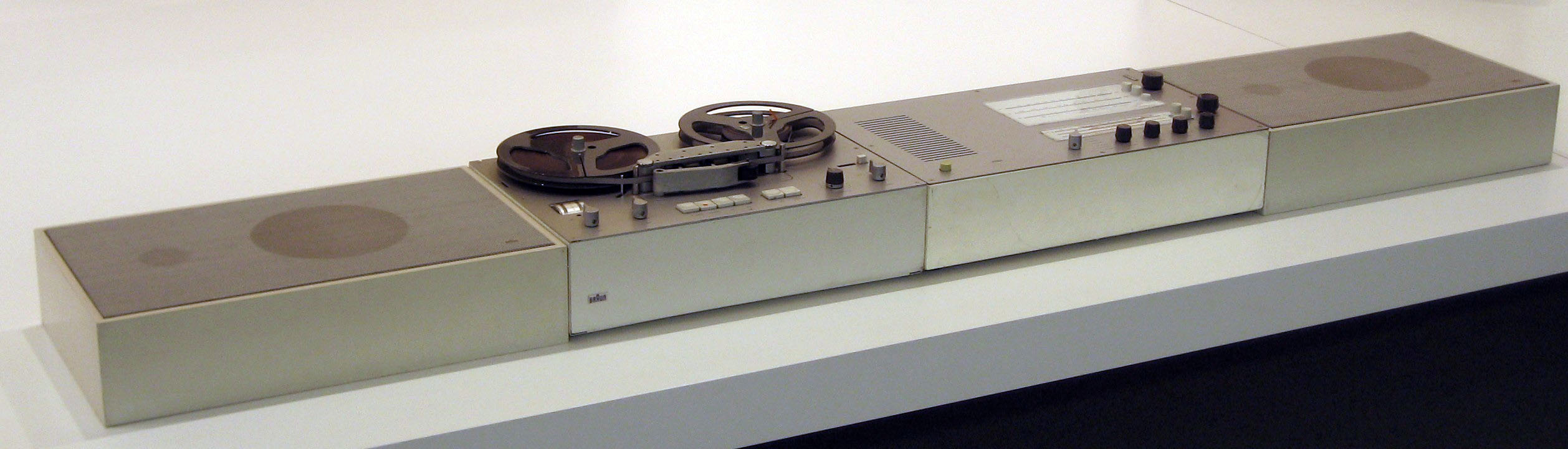
Динамик L 450, магнитофон TG 60 и стереофоническая установка TS 45

В 1962 году Дитер возглавил команду молодых дизайнеров Braun, сосредотачиваясь на разработке радиоприемников, проигрывателей и проекторов. Среди наиболее важных технических достижений в области бытовой электроники в течение 1960-х годов была разработка новой технологии транзистора. Заменяя большие горячие лампы на современные транзисторы, Braun начал выпускать компактные аудиопроигрыватели с большими внешними поверхностями, на которых Рамс разместил элементы управления, кнопки и циферблаты. Он впервые спроектировал аудиосистему из модульных компонентов (динамик L 450, магнитофон TG 60 и стереофоническая установка TS 45), все блоки которой, кроме проигрывателя, могли быть установлены горизонтально, вертикально или расположены на стене.

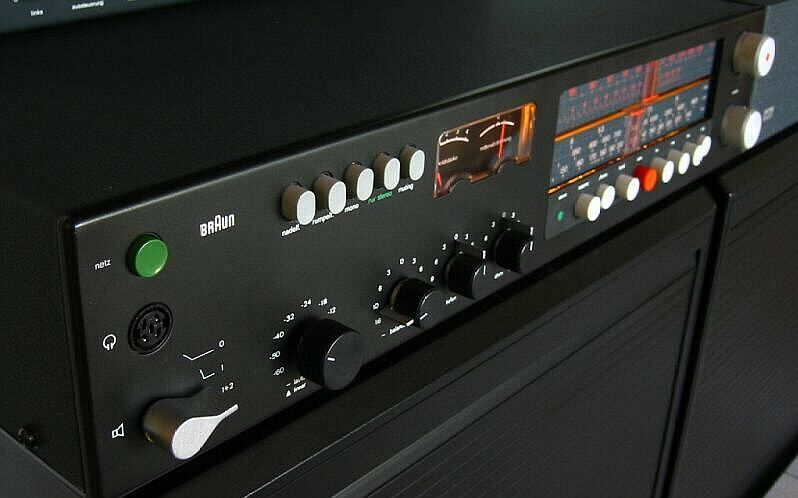
Цветовая кодировка элементов управления

К 1963 году Рамс усовершенствовал кодификацию дизайна Braun с точки зрения структуры и цвета. Подход состоял в том, чтобы создавать совместимые компоненты одной системы (динамики, ресивер), позволяя пользователю принимать различные решения при компоновке устройств. Важным нововведением стала цветовая кодировка элементов управления. Кнопки на устройствах были бледными или темно-серыми, за исключением зелёного включения/выключения. Придерживаясь этих цветовых условностей Рамс обеспечил пользователям быстрое и эффективное ориентирование с новыми бытовыми приборами независимо от внедренных технических инноваций.
Обилие удачных нововведений привело к тому, что в середине 60-х стиль Braun начал считаться символом современности и прогресса. Среди потребителей продуктов компании отметился британский поп-художник Ричард Гамильтон, который обыграл логотип Braun в своих работах.

## Международное признание
Многие дизайнерские продукты Дитера Рамса представлены в музее прикладного искусства во Франкфурте, а также в музее современного искусства на Манхеттене. На международной выставке «Less and Мore» ежегодно экспонируются десятки его работ. В 2010 году Международная Кёльнская Школа Дизайна отметила заслуги Рамса в области промышленного дизайна премией 'Kölner Klopfer'.

## Десять принципов дизайна
За годы своей работы Дитер Рамс сформулировал десять принципов качественного дизайна:
1. Хороший дизайн — инновационный
2. Хороший дизайн делает продукт полезным
3. Хороший дизайн — эстетичен
4. Хороший дизайн помогает продукту быть понятным
5. Хороший дизайн — ненавязчив
6. Хороший дизайн — честен
7. Хороший дизайн — долговечен
8. Хороший дизайн продуман до мельчайших деталей
9. Хороший дизайн гармонирует с окружающей средой и экологичен
10. Хороший дизайн — это как можно меньше дизайна

Принципы Рамса не избежали критики, однако у него множество поклонников. Одним из них является Джонатан Айв из корпорации Apple. В документальном фильме Гари Хаствита «Овеществление» Дитер привел в пример Apple как компанию, опирающуюся на его принципы при разработке дизайна устройств.

## Примеры работ

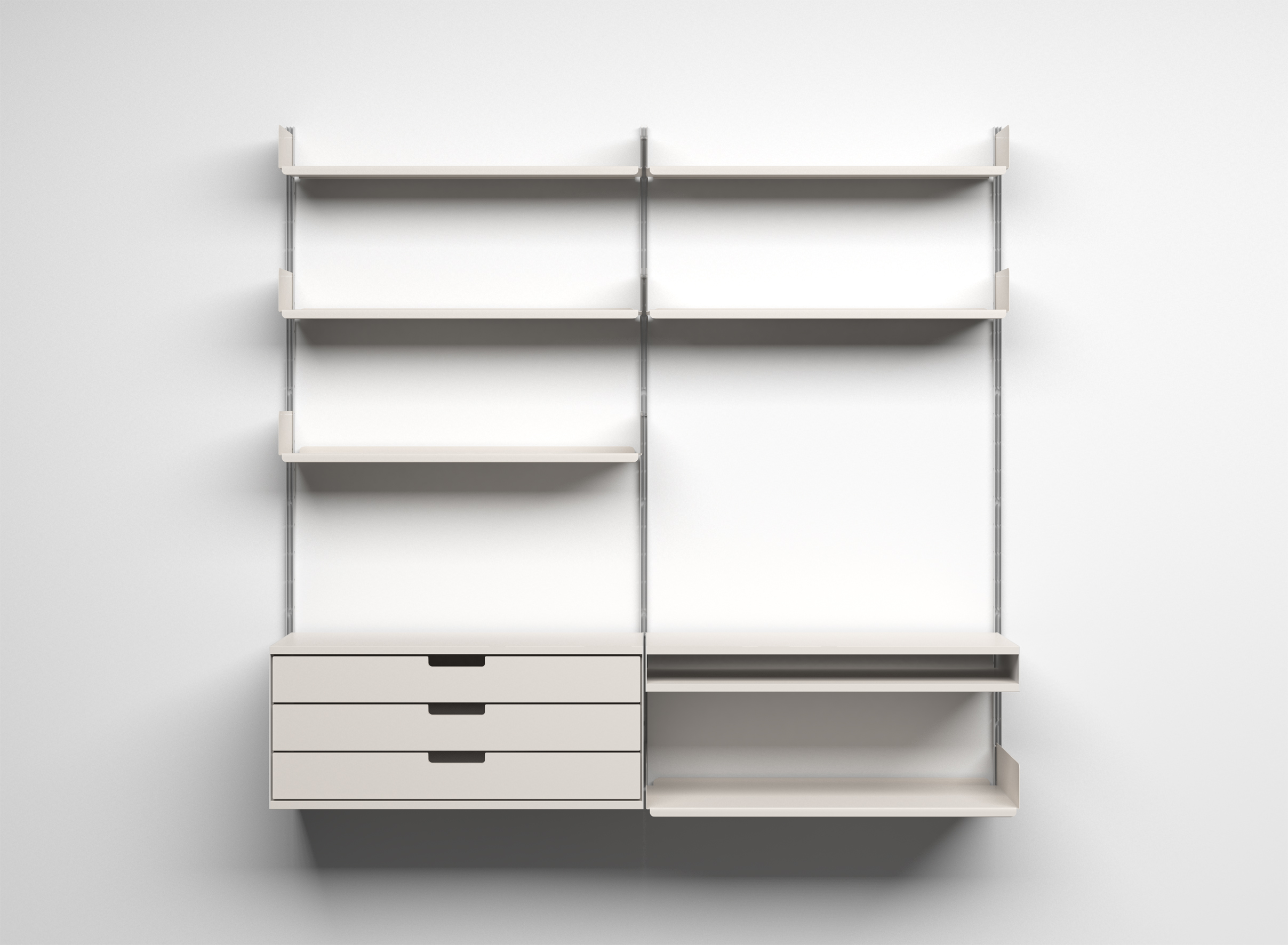
Универсальная система полок 606, 1960
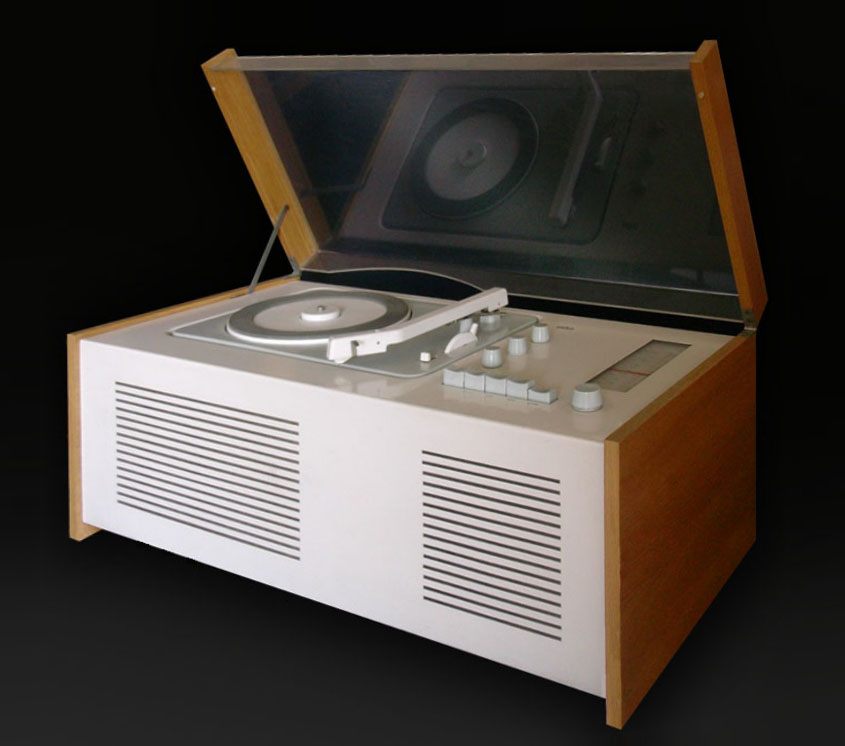
SK 61
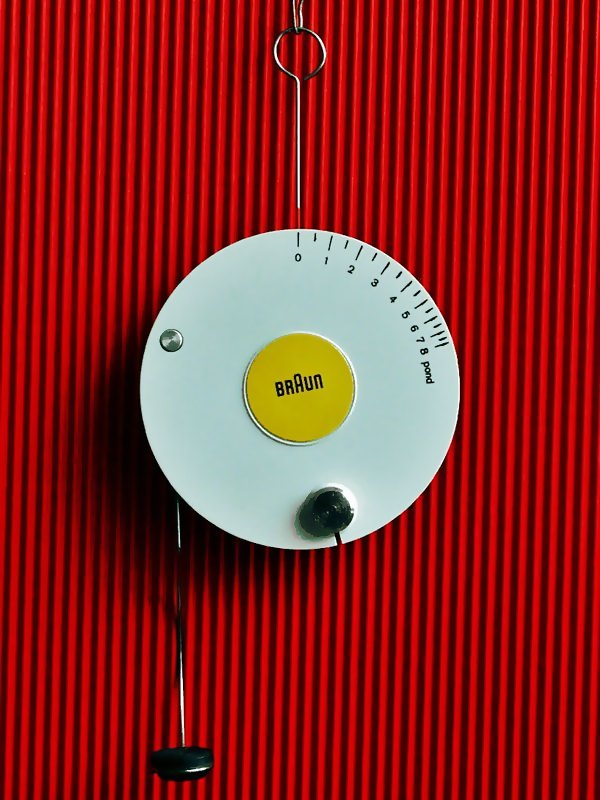
Безмен, 1962
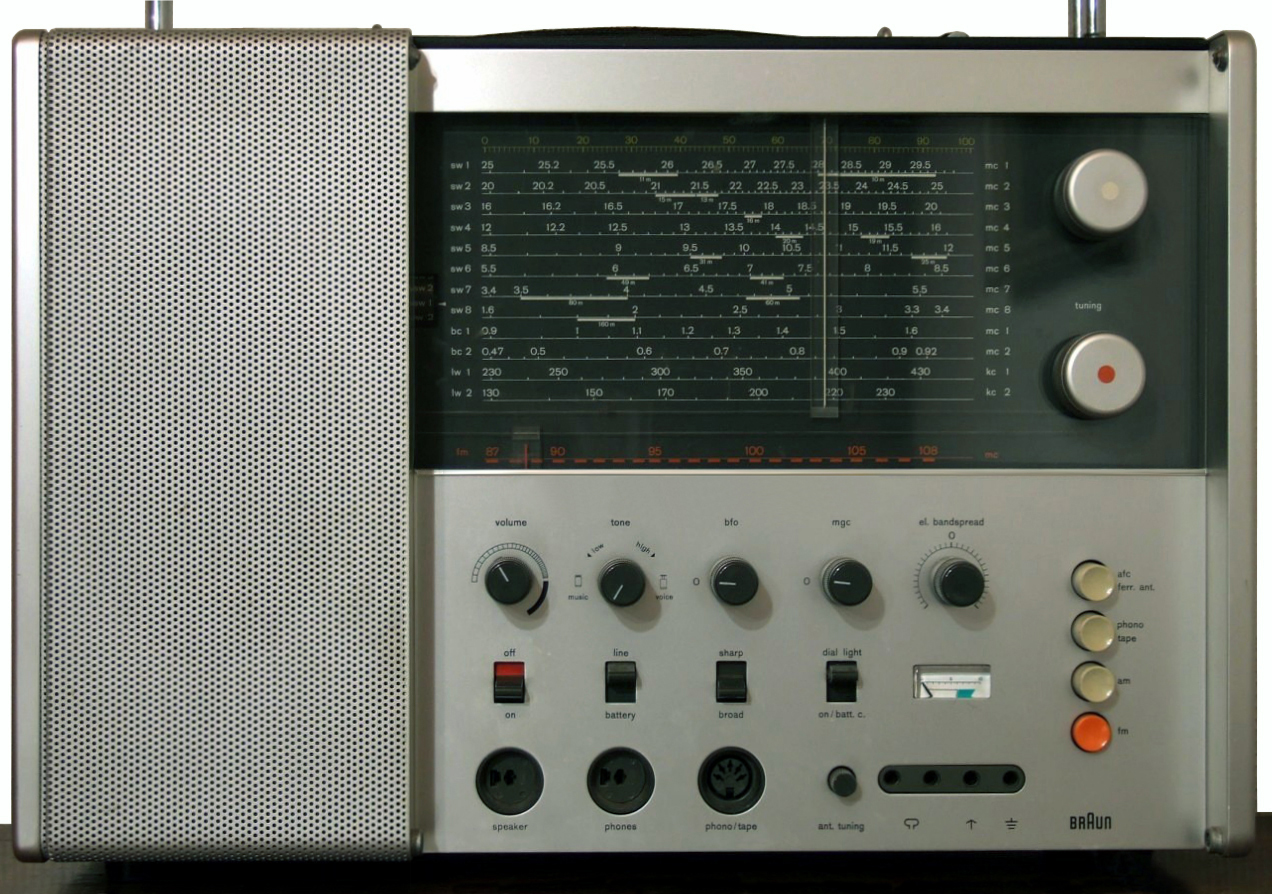
T 1000, 1963 T 1000 CD, 1968
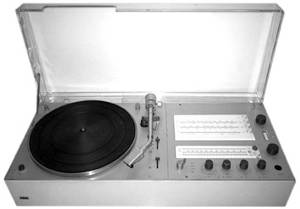
Audio 310, 1971
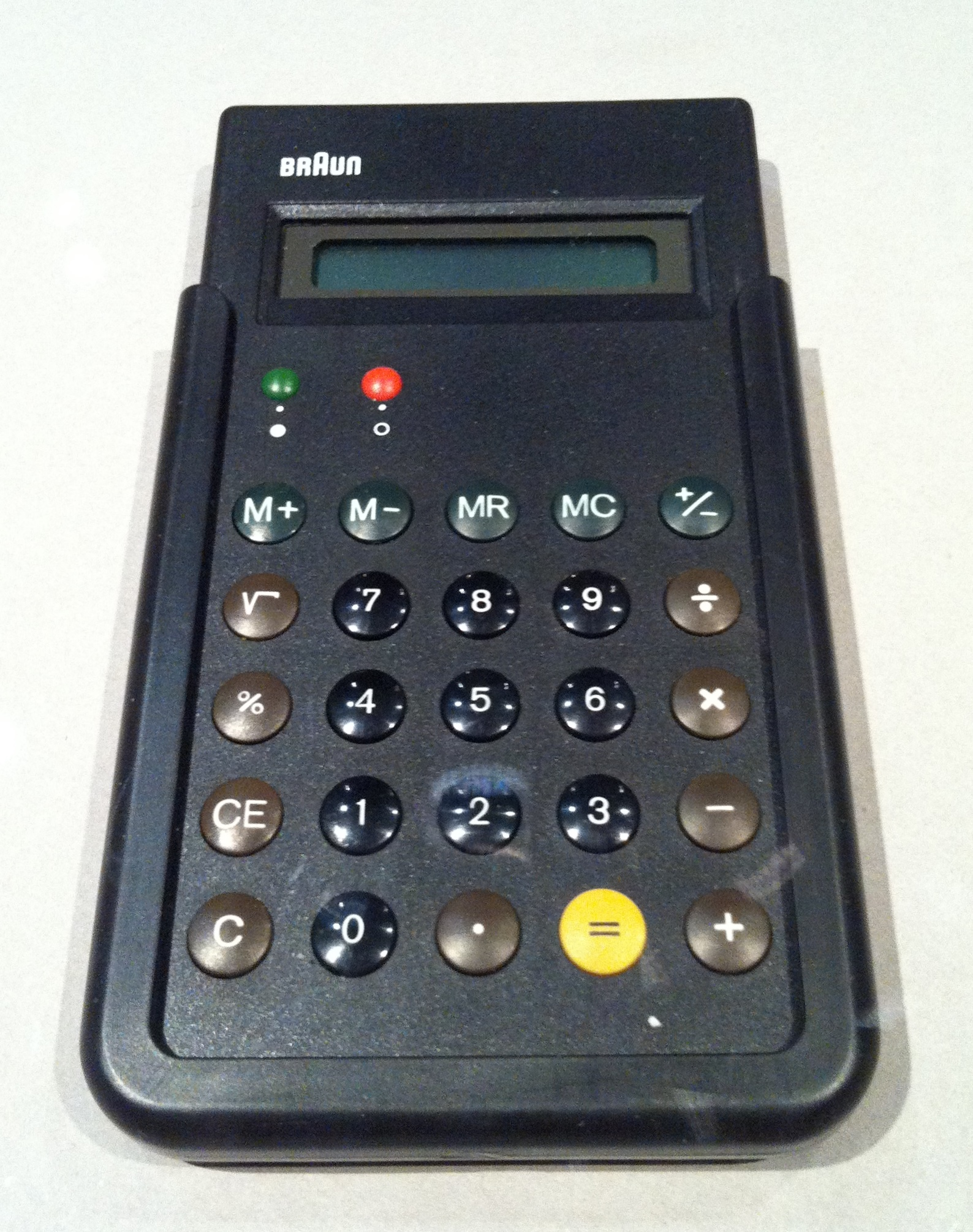
Калькулятор ET 66, 1987